# Smarty
A Smarty egy PHP alapú webes sablonrendszer. Fő feladata, hogy szétválassza az alkalmazás logikáját, illetve a megjelenítési réteget. A Smarty modell-nézet-vezérlő szerűen sablonfájlokat használ, melyekben speciális Smarty „tagek” segítségével határozható meg a generált HTML, vagy XML kód.

## Értelmezés
A Smarty-sablonok szintaxisa a következő: HTML-kódba ágyazva {$valtozo}, illetve vezérlési szerkezetek (pl.: elágazások, ciklusok) esetén {if [feltétel]} [kódrész] {/if}. Az értelmezés úgy történik, hogy egy adott PHP fájl példányosítja a Smarty osztályt, majd legenerálja az adott oldalon megjelenítendő dinamikus tartalmakat, amiket az assign() metódussal átad a Smarty osztály objektumpéldányának, majd a display() metódust meghívva beilleszti azokat a paraméterben megadott sablonba.
Smarty-sablon (index.tpl):
```
<!DOCTYPE html PUBLIC "-//W3C//DTD XHTML 1.0 Strict//EN" "DTD/xhtml1-strict.dtd">

<
html
>

<
head
>

   
<
title
>
{$title_text|escape}
</
title
>

   
<
meta
 
http-equiv
=
"content-type"
 
content
=
"text/html; charset=utf-8"
 
/>

</
head
>

<
body
>
 {* Smarty komment *}

{$body_html}

</
body
>

</
html
>

```

PHP fájl:
```
define
(
'SMARTY_DIR'
,
 
'smarty-2.6.22/'
);

require_once
(
SMARTY_DIR
 
.
 
'Smarty.class.php'
);

$smarty
 
=
 
new
 
Smarty
();
  
//példányosítás

$smarty
->
template_dir
 
=
 
'./templates/'
;

$smarty
->
compile_dir
 
=
 
'./templates/compile/'
;

$smarty
->
assign
(
'title_text'
,
 
'TITLE: This is the Smarty basic example ...'
);

$smarty
->
assign
(
'body_html'
,
 
'<p>BODY: This is the message set using assign()</p>'
);

$smarty
->
display
(
'index.tpl'
);

```

## Extra szolgáltatások
- Gyorsítótárazás
- Egyedi konfigurációs fájlok
- Változó-modifikáció
- Sablonfüggvények (PHP függvény futtatása Smarty változón; pl.: {$valtozo|nl2br}
- Bővítmények

## Külső hivatkozások
- Hivatalos honlap (angolul)
- Tutorial.hu: Smarty cikkek (magyarul)
- Ingyenesen letölthető Smarty segédlet (magyarul)